# (24106) 1999 VA12
(24106) 1999 VA12 est un astéroïde de la ceinture principale d'astéroïdes découvert en 1999.

## Description
(24106) 1999 VA12 a été découvert le 10 novembre 1999 à l'observatoire de Fountain Hills, une localité du comté de Maricopa en Arizona (États-Unis), par Charles W. Juels.

### Caractéristiques orbitales
L'orbite de cet astéroïde est caractérisée par un demi-grand axe de 2,32 UA, un périhélie de 1,82 UA, une excentricité de 0,22 et une inclinaison de 6,36° par rapport à l'écliptique. Du fait de ces caractéristiques, à savoir un demi-grand axe compris entre 2 et 3,2 UA et un périhélie supérieur à 1,666 UA, il est classé, selon la JPL Small-Body Database, comme objet de la ceinture principale d'astéroïdes.

### Caractéristiques physiques
(24106) 1999 VA12 a une magnitude absolue (H) de 14,8 et un albédo estimé à 0,183.